# Быстрый (Пермский край)
Быстрый — посёлок в Кудымкарском районе Пермского края. Входил в состав Степановского сельского поселения. Располагается на правом берегу реки Иньвы у южной окраины города Кудымкара. По данным Всероссийской переписи населения 2010 года, в посёлке проживало 187 человек (90 мужчин и 97 женщин).
В посёлке 8 улиц: Ветеринарная, Ивуковская, Курчатова, Лукинская, Минеральная, Сылпанская, Утева, Хозяшева.